# Quartinia cynara
Quartinia cynara är en stekelart som först beskrevs av Richards 1962.  Quartinia cynara ingår i släktet Quartinia och familjen Masaridae. Inga underarter finns listade i Catalogue of Life.